# Sénéchaussée de Beaucaire
La sénéchaussée de Beaucaire, de 1215 jusqu'à la Révolution française, fut une circonscription judiciaire qui étendit sa juridiction sur les actuels départements de l'Ardèche, du Gard, de l'Hérault et de la Lozère. Elle était placée sous la responsabilité des sénéchaux de Beaucaire, officiers au service du roi de France. Ils avaient leur résidence à Nîmes, ce qui les fait nommer quelquefois sénéchal de Beaucaire et de Nismes. Dans l'ancien comté de Toulouse, avaient été créées deux autres sénéchaussées : celle de Toulouse et celle de Carcassonne. 

## Rôle et fonctions du sénéchal de Beaucaire
Les sénéchaux étaient des officiers provinciaux de l'administration royale. Ils étaient nommés, gagés et pouvaient être révoqués par le roi qui leur conférait des attributions administratives, judiciaires et financières. Ces deux fonctions furent créées sous le règne de Louis IX (1226-1270). L'une des obligations du sénéchal consistait à se rendre, accompagné des officiers de sa cour, dans certains lieux déterminés de son ressort pour y rendre la justice dans des assises périodiques et tenues publiquement. Les sénéchaux virent leur importance décroître à partir du XVe siècle puis devinrent des officiers quasi honorifiques à partir du XVIIe siècle. En 1551, la sénéchaussée de Montpellier est créée par démembrement de celle de Beaucaire. Lors de la Révolution française, la sénéchaussée de Beaucaire, comme toutes les subdivisions administratives de l'Ancien Régime, fut démantelée.

## Lieu de résidence
Dans la dernière moitié du XIVe siècle, alors que Jean de Berry, frère de Charles V, était lieutenant du roi en Languedoc, prit la décision que désormais le sénéchal de Beaucaire résiderait à Nîmes. « la sénéchaussée de Beaucaire avait été transférée à Nîmes dans la première moitié du siècle ; par suite des guerres avec les Tuchins qui désolaient le pays, elle était revenue à Beaucaire, mais elle fut définitivement fixée à Nîmes par des lettres-patentes du duc, gouverneur du Languedoc, au mois de mai 1384 ».

## Liste des sénéchaux

### XIIIesiècle
Il y eut vingt-quatre sénéchaux entre 1215 et 1293,. 
- Lambert de Limoux, (1215)
- Pérégrin Latinier, (1226)
- Jaconimus Latinier, (1238)
- Pierre de Nonnecourt, (1239)
- Pierre Fabri d'Athies, dit le Fèvre, (1239)
- Oudard de Villars,(1243)
- Guillaume d'Auton, (1255)
- Geoffroi de Roncheirolles, (1258)
- Gaufrid de Rochette, (1259)
- Gaufrid de Cour-Ferrand, (1260)
- Gui III de Rochefort, (1261)
- Arnoux de Cour-Ferrand (1262)
- Arnoul de Cour-Ferrand, (1264)
- Philippe de Saulx, (1266)
- Philippe de Soulte, (1270)
- Rainald de Rainier, (1274)
- Raimond de Raurac, (1274)
- Philippe de Saulx, (1276)
- Jean de Garel, (1277)
- Guillaume de Pontchavron, (1279)
- Garin d'Amplepuis, (1284)
- Adam de Montcéliard, (1288)
- Philippe du Bois-l'Archambaut, (1292)
- Alphonse de Rouvroi, (1293)

### XIVesiècle
Il y eut trente-huit sénéchaux de 1301 à 1394,. 
- Jean d'Arrablay, (1301)
- Jean de Varennes, (1303)
- Jean Jourdain de L'Isle, (1304)
- Bertrand Jourdain de L'Isle, (1305)
- Guillaume de Plasian, (1310)
- Pierre de Broc, (1310)
- Robert de la Guètre-d'Ocréa, (1312)
- Pierre de Marcherin, (1314)
- Jean de Sancerre, (1318)
- Miles des Noyers, (1320)
- Étienne de Cers, (1320)
- Jean d'Arrablay, (1322)
- Gui Chevrier[4], (1322)
- Hugues Quieret, (1325)
- Philippe de Prie, (1333)
- Agoult des Baux, (1340)[5]
- Guillaume d'Espériac, (1341)
- Pierre de la Palud, (1342)
- Guillaume Rolland de Montfaucon, (1345)
- Bertrand II des Baux, (1345)
- (vacance de 1347 à 1348)
- Gaudemar du Fay, (1349)
- Jean de Beaumont, (1351)
- Guillaume Rolland de Montfaucon, (1353)
- Pierre de Caseton, (1355)
- Hugues Adhémar de la Garde, (1357)
- Jean Bernier, (1358)
- Jean de Souvain, (1360)
- Pierre Raymond de Rabastens, (1361)
- (vacance de 1363 à 1365)
- Gui de Prohins 1366
- Amiel des Baux, (1367)
- Guy de Pruynes[6], (1373)
- Jean de Beuil (1375)
- Philippe Manisard, (1379)
- Armand de Langeac[7], (1380)
- Enguerrand d'Eudin[8], (1380)
- Hugues Froideville, (1386)
- Charles de Hangest, (1389)
- Guillaume de Neillac, (1394)

### XVesiècle
Il y eut dix-huit sénéchaux entre 1404 et 1491.
- L'Hermite de la Faye, (1404)
- Jean de Roussai, (1407)
- Elzéar de Saugnac, (1408)
- L'Hermite de la Faye, (1410)
- Guillaume Saignet[9], (1416)
- Lancelot de Lairieu, (1418)
- Guillaume Meuillon, (1421)
- Jean Le Roux, (1429)
- Raimond de Villard de Jardalest, (1430)
- Gilbert Motier de La Fayette, (1439)
- Étienne de Vesc[10], (1452)
- Jean d'Aulon, (1455)
- Joachim Roault de Fronsac (1458)
- Bernard de Doms, (1462)
- Rauffet de Balzac, (1465)
- Antoine de Châteauneuf du Lau, (1473)
- Pierre d'Urfé, (1485)
- Étienne de Vesc, (1491)

### XVIesiècle
Il y eut neuf sénéchaux de 1501 à 1590. 
- Huet d'Amboise, (1501)
- René Pot de la Roche, (1502)
- Jacques Ier de Crussol, vicomte d'Uzès, (1504, résignation)
- Charles de Crussol, vicomte d'Uzès, (1524, fils du précédent)
- Jean de Senneterre, (1546)
- Jean de Senneterre de Pontastier, (1561)
- Honoré des Martins de Grille, (1566)
- Jacques de Boches de Beaux, (1583)
- Jean de Fayn de Vézenobre, marquis de Péraut (1590)

### XVIIesiècle
Il y eut cinq sénéchaux entre 1630 et 1687. 
- Henri de Fayn de Péraut. 1630
- Pierre de Joannis de la Roche-Saint-Angel, premier consul de Beaucaire. 1632
- Henri de Faret de Saint-Privat. 1639
- Hector de Monteynard de Montfrin. 1651
- François Ier de Monteynard de Montfrin, 1687

### XVIIIesiècle
Il y eut trois sénéchaux entre 1728 et le début de la Révolution française qui supprima cet office. 
- Joseph de Monteynard de Montfrin, (1728)
- François II de Monteynard de Montfrin, (1777)
- Jules-Marie-Henri de Faret, marquis de Fournès, (1788)